# Jan Postma (essayist)
Jan Postma (1985) is een Nederlands journalist, schrijver en columnist. Hij studeerde politicologie, internationale betrekkingen en journalistiek.
Postma is sinds 2010 freelance redacteur bij weekblad De Groene Amsterdammer waar hij schrijft over literatuur, fotografie en beeldende kunst. In 2015 kwam hij bij deze krant in dienst. Hij bracht twee essaybundels uit: Vroege Werken (2017) en Is dit Alles? (2021). Vroege Werken werd in 2019 genomineerd voor de Jan Hanlo Essayprijs. Is dit alles werd in 2022 genomineerd voor de KANTL-prijs voor essayistiek en won de Jan Hanlo Essayprijs Groot in 2023.